# 小行星514107
小行星514107（Kaʻepaokaʻawela）又稱為2015 BZ509，暱稱Bee-Zed，是一顆小行星，直徑約3公里（2英里），與木星以共振方式共軌運行。 
小行星514107是一顆不尋常的小行星，因為它的軌道是逆行的，與太陽系中大多數天體的方向相反。2014年11月26日，小行星514107被美國毛伊島哈萊阿卡拉天文台泛星計劃調查的天文學家發現。小行星514107是第一顆與行星達到1:1共振的小行星。這種類型的共振在小行星514107被發現前的幾年才被研究過。一項研究表明，小行星514107是一顆45億年前被捕獲並進入太陽軌道的星際小行星。

## 外部連結
- YouTube上的The first retrograde co-orbital asteroid: 2015 BZ509, Scientias.nl (0:52 min)
- Asteroid Lightcurve Database (LCDB), query form (info 的存檔，存档日期16 December 2017.)
- Discovery Circumstances: Numbered Minor Planets (510001)-(515000) – Minor Planet Center
- Backwards asteroid shares an orbit with Jupiter without crashing 29 March 2017
- Is There An Alien Asteroid Among Us? 的存檔，存档日期25 August 2018. Bob King, 23 May 2018
- Animation of orbital motion at APOD (30 May 2018)